# 2020年の出版
2020年の出版（2020ねんのしゅっぱん）では、2020年の出版に関する出来事についてまとめる。
2019年の出版 - 2020年の出版 - 2021年の出版

## 新型コロナウイルス感染拡大による影響
2020年は中国・武漢市を発端とする新型コロナウイルス（以下「コロナ」と表記）感染拡大の影響により出版社の倒産や雑誌の発売を延期するなどの事例が相次いだ。

### 3月
- 2日 - 集英社と小学館の両社は、コロナ感染拡大防止のため、内閣総理大臣安倍晋三が全国の小中学校などに臨時休校を要請したことに伴う自宅待機を受け、『週刊少年ジャンプ』や『月刊コロコロコミック』などの漫画雑誌のバックナンバーを専用アプリなどで3月末までの期間限定で無料配信することを発表[1]。
- 24日 - 介護や社会福祉関係の教科書を刊行していた小林出版がコロナ感染拡大の影響による学校休校の影響を受け、新年度分の教科書販売の目処が立たなくなったことから資金繰りに行き詰まり、事業の継続が困難となりこの日東京地方裁判所（以下「東京地裁」と表記）から破産開始決定を受けた（4月1日に判明）[2][3]。

### 4月
- 8日 - 集英社は、『週刊少年ジャンプ』編集部に所属する40歳代の社員1名がコロナに感染した疑いが出たとして、4月20日に発売予定だった21号（紙版・電子版ともに）の発売を1週間延期し、4月27日に21号・22号合併号として発売することを発表[4]。
- 9日 - 集英社は、「コロナ感染拡大の影響により通常の編集・制作作業が困難になった」ことを理由に、5月15日発売予定だった『小説すばる』6月号の発売を中止したほか、月刊誌『MORE』『Seventeen』など7誌の6月号を7月号の合併号として発売。さらに人気コミック『鬼滅の刃』20巻や『ハイキュー!!』43巻など32点について発売日を5月1日から5月13日に変更するなどの措置を講じたことを公式サイトで発表した[5]。
- 10日
  - 光文社は、コロナ感染拡大の影響により「通常の取材・編集作業が困難になった」として、月刊女性ファッション誌『JJ』や『CLASSY.』など7雑誌の6月号を5月発売の7月号との合併号に、また隔月刊の『Bis』の発売日を6月1日から7月1日に変更するなどの措置を行ったことを発表。また宝島社も『大人のおしゃれ手帖』などの月刊誌の発売日を平均1週間程度遅らすなどの対応を取っていることを明らかにした[6]。
  - 月刊中南米音楽情報誌『ラティーナ』（1952年創刊）を刊行するラティーナは、4月20日発売予定でありこの号をもって休刊予定だった2020年5月号についてコロナの影響により発売を1か月延期し5月20日に変更することを公式サイト「LaTIna Online」にて発表した[7][8]。
- 14日・15日 - 講談社は公式サイトにおいて、『月刊ヤングマガジン』や『別冊少年マガジン』など10の漫画雑誌（電子版含む）について、「（コロナ感染拡大により）編集・制作・流通など出版活動に影響が出た影響でしばらくは通常通りの刊行を維持できない」として発売及び配信を延期することを発表。また自社のプラットフォームで配信中の作品も一部の更新を延期した[9]。翌15日には同じく公式サイトにおいて「同社勤務の40歳代の男性社員がコロナに感染した」ことを公表。さらに5月22日発売予定だった『小説現代』6月号を6月22日発売に延期すると同時に6月・7月合併号として発売することを発表した[10]。
- 20日 - 石川県を基盤にタウン誌『Clubism』や『月刊金澤』を刊行し、さらには広告代理業も手掛けていた金沢倶楽部がコロナの影響により広告出稿が進まないことを理由にこの日までに事業を断念し、弁護士に破産手続きを依頼した[11]。
- 21日 - 集英社のアイドル月刊誌『Myojo』編集部は、コロナの影響を鑑み健康及び安全第一として取材及び撮影を一時中断することを発表。これに伴い5月22日に発売予定だった同誌7月号について発売日を5月27日に変更すると共に、収録内容や定価（通常版は760円→700円、増刊は710円→650円、いずれも税込）も変更する[12][13]。

### 5月
- 8日 - 小学館の漫画雑誌『ビッグコミック』で1968年から52年間にわたって連載中のさいとう・たかを原作のハードボイルド漫画『ゴルゴ13』が、コロナによる感染拡大防止のためとして5月25日発売号をもって一旦休載することがこの日判明。さらに5月9日発売の同誌で正式発表された。休載は連載が始まってから初めて。常時10人以上のスタッフが密集して作業を行っているため、健康に配慮したもの。当面は過去の作品で穴埋めを行い[14][15][16]、7月10日発売号から連載を再開した[17]。
- 24日 - 交通新聞社発行の『小型全国時刻表』及び『全国版コンパス時刻表』の5月25日発売予定だった6月号が「コロナの影響により正確な情報提供ができなくなった」として発売中止・休刊になったことが日刊スポーツの取材で判明した[18]。

### 11月
- 30日 - 1994年に旅行情報誌『たびじん』として創刊し、翌95年に現誌名に変更して刊行を続けてきた沖縄県のタウン情報誌『おきなわ倶楽部』（ダイオキ）がコロナの影響により取材件数や広告出稿の減少からこの日発行の2020年12月・2021年1月合併号をもって休刊[19]。

## その他出版関係の出来事
出版社の設立・倒産、文庫・新書の創刊、雑誌の創刊・休刊、ミリオンセラーの出版などを記載。特記した場合を除き、創刊、休刊・廃刊、復刊の日付は、それぞれ創刊号、最終号、復刊号の発売日である。

### 1月
- 8日 - 写真月刊誌『DAYS JAPAN』（2019年に休刊）の元代表・発行人だった広河隆一（フォトジャーナリスト）によるセクハラ行為の被害者女性1人が発行元だったデイズジャパン（その後3月19日付で破産申請、3月25日に破産開始決定）[20][21]に損害賠償請求していたことが判明[22]。
- 16日 - 電子書籍に移行していた漫画誌プリンセスGOLD（秋田書店）が、この日配信の2月号をもって休刊[23]。
- 21日 - 映画情報月刊誌『映画秘宝』（1995年創刊、2002年に月刊化、洋泉社）がこの日発売の3月号をもって休刊[24]。
- 24日 - 『小説新潮』が、記録の残るこの60年余で初の重版を記録。ジャニーズ事務所所属NEWSの加藤シゲアキが3年ぶりの長編小説を連載したことが追い風。発売前から予約が殺到、ネット書店を中心に売切れ店が続出し、発売4日目となる24日に5,000部の緊急重版が決定した[25]。
- 27日
  - 月刊テレビ情報誌『TV Bros.』（1987年7月創刊、2018年4月月刊化、東京ニュース通信社）が本年2月号をもって不定期刊行化、さらに春にデジタル媒体へ移行する予定であることがこの日判明[26]。その後8月24日に『TV Bros. 2020年10月号』として4月に刊行された「総集編特大号」以来4か月ぶりに発行された[27]。
  - 女性専門誌『GLITTER（グリッター）』や『小悪魔ageha』などを刊行していたトランスメディアがこの日までに事業を停止し、2日後の1月29日に弁護士に任意整理を依頼していたことが1月31日に判明[28]。『GLITTER』も1月7日発売の2月号をもって休刊となった[28][29]。

### 2月
- 1日 - 宝島社が洋泉社を吸収合併。これにより洋泉社が発行していた一部書籍は宝島社へは引き継がれない[24]。
- 6日 - ジャーナリストで元朝日新聞記者の植村隆が書いた従軍慰安婦の記事を「捏造」と批判され名誉を傷つけられたとして、ジャーナリストの櫻井よしこと櫻井の批判記事を掲載した週刊誌を出版した3社に慰謝料及び謝罪広告掲載を求めた控訴審判決で、札幌高等裁判所は植村敗訴の一審判決を支持し控訴を棄却した[30]。植村は判決を不服として最高裁判所に上告したが、11月18日付で上告を棄却し、植村の全面敗訴が確定した[31]。
- 7日 - 集英社が2月3日に発売した『週刊少年ジャンプ』2020年10号に連載された「僕のヒーローアカデミア」に登場した人物名について「過去の悲惨な歴史を彷彿とさせる不適切な人物名であり、大勢の読者の皆様に不快な思いをさせた」として同誌編集部及び作者の堀越耕平が謝罪した。なお当該人物名についてはたまたま偶然になったとした上で、過去の歴史と重ね合わせた意図はないとした[32]。
- 22日 - 結婚情報誌『ゼクシィ・プレミア』（2007年創刊、リクルート）がこの日発売の2020年春号をもって休刊[33]。

### 3月
- 2日 - 集英社は、4月3日発売予定の少女漫画誌『りぼん』2020年5月号に付録として添付する予定だった商品について、商品発給元の中国での生産・出荷に遅れが出ていることを理由に特別小冊子に切り替えると同時に、税込520円の価格も変更する予定であることを発表[34]。
- 6日 - 主にファッションやライフスタイル誌を発行していたミディアムが東京地裁から破産開始決定を受け倒産[35]。
- 17日 - 徳間書店の女性ファッション季刊誌『LARME』（ラルム、2012年9月創刊）がこの日発売の5月号をもって休刊[36]。
- 18日
  - 米国の男性向け成人雑誌『PLAYBOY』の発行会社は紙媒体での発行を2020年春号をもって終了し電子版に一本化することを発表[37]。
  - 辞典などの国文学書を専門に発行していたおうふうが東京地裁から破産開始決定を受ける（3月25日に判明）。事業自体も本年2月をもって停止していた[38]。
- 19日  - 写真月刊誌『DAYS JAPAN』を刊行していたデイズジャパンが東京地裁に破産を申請したことを同社公式サイトにて表明（3月23日に判明）[20][39]。さらに3月25日に同地裁から破産開始決定を受けた（3月30日に判明）[21]。→1月8日の出来事も参照
- 28日 - 月刊ゲーム雑誌『電撃PlayStation』（1994年創刊、KADOKAWA Game Linkage）がこの日発売の5月号（Vol.686）をもって定期刊行を停止。ただしインターネットを用いた情報発信などはこれまで通り継続する[40]。
- 30日 - 情報週刊誌『コンフィデンス』（1967年創刊、オリコン）がこの日発売の3月30日号をもって休刊[41]。

### 4月
- 1日
  - 日本経済新聞社傘下の日経BPと日本経済新聞出版社が統合。日経BPを存続会社とする[42]。
  - 1948年に創刊した老舗経済雑誌『商業界』や『販売革新』などを刊行していた商業界がこの日までに事業を停止し、事後処理を弁護士に一任[43]。翌2日に東京地裁に破産を申請し[44]、即日破産開始決定を受けた[45]。
  - 『月刊メディア・リサーチ』や『新聞・雑誌総かたろぐ』を刊行していたメディア・リサーチ・センターが東京地裁から破産開始決定を受ける（4月8日に判明）。同社はメディア・リサーチ事業を他社に譲渡した昨年11月をもって事業を停止していた[46]。
- 10日  - 月刊小説誌「電撃文庫MAGAZINE」（2007年創刊、KADOKAWA）が同日発売の5月号で休刊[47]。
- 20日 -  月刊写真誌「カメラマン」（1978年創刊、モーターマガジン社）が同日発売の5月号で休刊[48][49]。
- 21日
  - 1月21日をもって休刊した映画情報月刊誌『映画秘宝』がこの日発売の6月号から復刊。なお復刊に当たっては新規設立した「合同会社オフィス秘宝」が商標権を取得した上で双葉社から刊行される[50]。→1月21日の出来事も参照
  - 月刊ゴルフ雑誌『Golf Classic』（日本文化出版）がこの日発売の6月号を最後に休刊[51]。
- 30日 - 光文社の写真週刊誌『FLASH』5月12日・19日号に掲載された日本野球機構（NPB）に関する記事で、NPBはこの日、「記事は事実ではない」として記事の取り消し及び訂正記事、謝罪文の掲載を求める通知書を同社に送付したことを発表。1週間以内に応じない場合は法的措置を検討することを表明した[52]。

### 5月
- 2日 - 4月30日発売の『週刊新潮』（新潮社）がタレント・映画監督のビートたけしが元弟子の保険証を不正使用したと報じたことについて、たけしはこの日放送の自らコメンテーターを務めるTBSテレビ系『新・情報7DAYS ニュースキャスター』の番組冒頭で激怒し報道を強く否定した[53][54]。
- 11日 - 男性アイドルグループ・Snow Manのメンバーである目黒蓮を表紙に起用した日之出出版（発売はマガジンハウスに委託）の男性ファッション誌『FINEBOYS』6月号（書店では9日に発売）を同社公式サイト内のストアで発売したところ、アクセスが集中し決済システムに影響が出たほか、超過受注も発生。さらに同社サイトに繋がりにくい状態に陥った。同誌は完売したものの同社は迷惑をかけたことを謝罪。書籍を購入できなかったファンからは重版などを求める声が挙がっていたが[55]、翌5月12日に緊急重版が決定し、5月22日に発売された。日之出出版によれは発売解禁のアナウンス開始後、わずか10秒でサーバーがダウンしたという[56]。

### 6月
- 8日 - 月刊仏教雑誌『大法輪』（1934年創刊、大法輪閣）がこの日発売の7月号をもって休刊[57]。
- 16日 - 米国の前大統領補佐官だったジョン・ボルトンが6月23日に米国国内で出版されたトランプ政権の内幕本について、司法省は「機密事項が含まれている」として出版の差し止めをワシントン連邦地方裁判所に申し立てた[58]。
- 18日 - NTT東日本及びNTT西日本の両社は、現在日本国内900の地域別に発行している五十音別電話帳『ハローページ』の発行と配布を2021年10月以降順次終了することを発表。なお職業別電話帳『タウンページ』の発行と配布は以後も継続する[59]。
- 19日 - 1926年4月に創刊し、現存する日本最古のカメラ雑誌と言われた『アサヒカメラ』（朝日新聞出版）がこの日発売の7月号をもって休刊。ただし増刊やムック類は引き続き刊行する[60]。
- 20日 - KADOKAWAの地域情報月刊誌『Walkerシリーズ』のうち、『東京ウォーカー』・『横浜ウォーカー』・『九州ウォーカー』の3誌についてこの日発売分をもって休刊しWEB媒体へ移行。また『東海ウォーカー』と『関西ウォーカー』については引き続き発行を継続するが、コロナの影響を考慮して次号の発行時期や発行形態は改めて決定するとした[61]。
- 24日 - 6月25日発売の『週刊新潮』7月2日号において、プロ野球・読売ジャイアンツ一軍監督の原辰徳が高額の賭けゴルフをしていたと報じたことについて、球団はこの日「内容は事実無根だ」として弁護士を通じて新潮社及び週刊新潮編集部に対して記事の取り消し及び謝罪文の掲載を求めたことを発表した[62]。
- 26日 - 日経BPは、ライフスタイル雑誌『DAZZLE』（ダズル、2009年創刊）を10月12日発行分で、また美容雑誌『etRouge』（エ ルージュ、2014年創刊）を10月6日発行分でそれぞれ休刊することを発表[63][64]。

### 7月
- 4日 - 小学館は、5月12日に逝去した漫画家・ジョージ秋山の追悼企画をこの日発売の『ビッグコミックオリジナル』14号で実施。テレビドラマ化もされた代表作『浮浪雲』の第1回を再収録した[65]。
- 10日 - 光文社の女性月刊誌『HERS』（ハーズ、2008年創刊）がこの日発売の8月号をもって休刊。今後はWEB媒体へ移行[66]。

### 8月
- 8日 - 集英社「週刊少年ジャンプ」に連載中の『アクタージュ act-age』の原作者を名乗るシナリオライターの29歳の男がこの日、強制わいせつの疑いで警視庁中野署に逮捕されたことを受け、同誌編集部は「事実関係を確認した上で適切に対処する」とのコメントを発表[67][68]。10日になって同誌編集部は作画者の宇佐崎しろとの協議の末「これ以上連載を続けることはできない」として、同誌公式サイト上で11日発売の36・37合併号の掲載をもって打ち切ることを発表[69]。さらに17日には単行本について、既に刊行している第1巻から第12巻までは無期限の出荷停止、新刊となる第13巻以降は発売中止とし、また電子版についても無期限で配信を停止する措置を講じた[70]。

### 9月
- 12日 - エムオン・エンタテインメントの女性月刊誌『andGIRL』（アンドガール、2012年10月創刊）がこの日発売の10月号をもって休刊。今後はウェブサイトなど電子媒体に特化して情報発信を継続して行く[71][72]。
- 17日 - 3月17日発売の5月号をもって休刊した女性ファッション季刊誌『LARME』がこの日復刊。復刊に際しては創刊時の編集長だった中郡暖菜が代表を務める「株式会社LARME」に譲渡し、ロゴマークを一新して刊行された[73][74]。→3月17日の出来事も参照
- 30日 - NHKサービスセンターが発行しているテレビ・ラジオ番組情報誌『NHKウイークリーステラ』の関西版（2004年創刊）が「全国版との差別化が困難になった」としてこの日発行の10月9日号をもって休刊。全国版に一本化される[75]。

### 10月
- 8日
  - 柚月裕子原作の人気ミステリー小説で、昨年9月にNHK BSプレミアムで千葉雄大主演でテレビドラマ化もされた『盤上の向日葵』の9月25日に刊行された文庫本の下巻において、将棋の先手・後手を逆に表記するミスが多数あったことがこの日判明し、出版元の中央公論新社は読者及び原作者の柚月、また監修した羽生善治らに謝罪すると共に、購入者に対しては希望すれば改訂版に取り替えることを発表。同社は「編集部のミス」としている[76]。
  - 晋遊舎のパズル雑誌『まちがいさがしフレンズ』など6誌で2016年6月以降、懸賞当選者に商品を送付していなかったことが今夏に行った社内コンプライアンス調査で判明。毎日新聞の調査によれば少なくとも3600人に送付していなかったとされる。同社は7日付でホームページ上で謝罪。当選者には順次商品を発送するとしているが、不当景品類及び不当表示防止法（景品表示法）に抵触する可能性がある[77][78][79]。
- 10日 - 俳優のいしだ壱成が、『週刊文春』（文藝春秋）10月15日号に「生活保護費を不正受給している」と報じられたことについて、この日自身のInstagramで報道を否定すると同時に「報道は事実無根であり、名誉毀損に該当する」として法的措置を講じることを示唆した[80][81]。
- 20日 - 小学館の宣伝PR誌『本の窓』がこの日発行の11月号をもって休刊。11月20日からはWEB媒体に移行[82]。
- 23日 - 光文社は、女性向けファッション雑誌『JJ』（1975年創刊）を「ライフスタイルが大きく変化した」ことを理由に12月23日に刊行する2021年2月号をもって不定期刊行化することを発表[83][84]。
- 29日 - KADOKAWAは11月11日に発行予定の小説誌『小説 野性時代』12月号について、当初表紙を飾る予定だった男性俳優がひき逃げ事件を起こし警視庁にこの日逮捕されたことを受け、表紙を山田風太郎（2001年没）の写真に差し替えると同時に当該人物のインタビュー記事を抜いた状態で発行することを発表[85]。

### 11月
- 4日 - 『週刊女性』（主婦と生活社）2012年6月26日号の記事により、オウム真理教（現アレフ）元信者の女性が名誉を傷つけられたとして同社に165万円の損害賠償を求めた裁判で、東京地裁は女性の訴えを認めて同社に対し11万円を支払うよう命じた。一方同誌編集部は「判決文を精査した上で対応を判断する」とした[86]。
- 16日 - ダイヤモンド社は、同社の子会社で海外旅行ガイドブック『地球の歩き方』などを刊行するダイヤモンド・ビッグ社の出版事業やインパウンド事業を2021年1月1日付けで学研ホールディングス子会社の学研プラスに譲渡することを発表。『地球の歩き方』については「株式会社地球の歩き方」を新規設立して引き続き刊行・運営される[87][88]。
- 20日 - 文化出版局は、1961年創刊の女性ファッション誌『ミセス』を2021年3月5日発売の4月号をもって休刊することを発表[89][90]。
- 24日 - 1967年4月15日に初版が刊行された赤ちゃん向け絵本『いない いない ばあ』（童心社、作・松谷みよ子、絵・瀬川康男）がこの日の重版により日本の絵本として史上初の累計出版部数700万部を突破[91][92]。
- 25日
  - 講談社の宣伝PR誌『本』（1976年創刊）がこの日発行の12月号をもって休刊[82]。
  - 集英社は、12月4日に最終巻となる第23巻が刊行される吾峠呼世晴原作の人気漫画『鬼滅の刃』のコミック単行本が電子版を含め累計発行部数が1億2000万部を突破することを発表[93]。また既に刊行済みの22巻すべてがオリコンが発表する「年間“本”ランキング2020」のコミックランキングの上位22位を独占したことが11月29日に判明した[94]。

### 12月
- 1日 - 1970年代に一世を風靡した『ドカベン』（秋田書店・週刊少年チャンピオン）を始め、数々の野球漫画を世に送り出した漫画家の水島新司がこの日、所属事務所を通して『本日を以て63年間の漫画家生活から引退する』と声明を発し、現役引退を表明した[95]。
- 7日 - スウェーデンの家具大手・IKEAが70年にわたって発行していた紙媒体での年刊商品カタログを「印刷したものを見る人がいなくなった」として2000年に創刊した電子版を含めて廃刊することを発表[96]。
- 10日 - 法律専門紙『週刊法律新聞』や情報書『全国弁護士大観』を発行していた神奈川県鎌倉市の法律新聞社が自己破産申請の準備に入ったことが大手信用調査会社・帝国データバンクによって明らかにされた[97]。
- 11日 - 本業の住宅建築コンサルタント事業の他、情報誌『ぐんまの住まいづくり』などを出版していた群馬県前橋市の綜合プランニングが11月30日までに事業を停止して破産手続き処理を弁護士に一任したことがこの日判明。事業の多角化に伴い多忙な資金繰りを強いられた他、新型コロナの影響も一因となった[98]。
- 21日 - 2018年8月に『週刊新潮』（新潮社）がお笑いコンビ・爆笑問題の太田光が「日本大学芸術学部に裏口入学した」と報じ、太田が「事実無根だ」として3300万円の損害賠償と謝罪広告掲載を求めていた裁判で、東京地裁は太田の訴えを一部認め、新潮社に440万円の支払いと当該記事の削除を命じた。一方太田が求めていた謝罪広告掲載請求は退けた[99]。同社は判決を不服として25日に東京高等裁判所に控訴[100]。太田も同社の控訴を受け控訴していたことが2021年1月4日までに判明した[101]。